# Lac Little Otter
Le lac Little Otter (en anglais : Little Otter Lake) est un lac américain dans le comté de Tuolumne, en Californie. Il est situé à 2 701 mètres d'altitude au sein de la Yosemite Wilderness, dans le parc national de Yosemite. Il est situé au sud du lac Otter.